# Rhythm and Hues Studios
La Rhythm and Hues Studios è una società statunitense specializzata in effetti visivi e animazione. Nel 1995 ha vinto l'Oscar ai migliori effetti speciali per Babe - Maialino coraggioso, nel 2008 per La bussola d'oro e nel 2012 per Vita di Pi.
Nel 2013 l'azienda è entrata in bancarotta.

## Filmografia

### 2008
- L'incredibile Hulk (The Incredible Hulk), regia di Louis Leterrier (2008)